# Waltraut Seitter
Waltraut Seitter   (Zwickau, 13 de gener de 1930 - Schalkenmehren, 15 de novembre de 2007) va ser una astrònoma alemanya i es va convertir en la primera dona a Alemanya a ocupar una càtedra d'astronomia.

## Infància i estudis
Waltraut Carola Seitter va néixer a Zwickau (Alemanya) l'any 1930, on el seu pare treballava com a enginyer a l'empresa d'automòbils Horch. Va anar a l'escola a Colònia, on va acabar el batxillerat l'any 1949 (després de treballs com a col·leccionista de bitllets de tramvia, ajudant de refugiats i dibuixant), i va ingressar a la universitat per estudiar física, matemàtiques, química i astronomia. Va continuar els seus estudis al Smith College de Northampton, Massachusetts (EUA) amb una beca del Programa Fulbright, i va obtenir el seu màster en física el 1955 i es va convertir en instructora d'astronomia.

## Carrera professional
De 1958 a 1962 va treballar a l'Observatori Hoher List de la Universitat de Bonn, va obtenir el seu doctorat i va ocupar els càrrecs d'assistent, observadora i professora adjunta a la Universitat de Bonn. El 1967, va ser professora convidada de l'American Astronomical Society a la Universitat de Vanderbilt de Nashville, Tennessee (EUA), després professora al Smith College (des de 1973, Eliza Appleton Haven Professora d'Astronomia). El 1975, va ser convocada a la càtedra d'astronomia de la Universitat de Münster a Alemanya (convertint-se en la primera dona a Alemanya que va ocupar una càtedra d'astronomia) i es va convertir en directora de l'institut d'astronomia fins a la seva jubilació el 1995.
Quan va estar a Bonn, va treballar en problemes d'estadística estel·lar i en classificació espectral d'estrelles, publicant el Bonn Spectral Atlas (en dos volums). A Münster, amb un equip dedicat de joves investigadors, va organitzar el «Münster Redshift Project» (MRSP), un mètode per derivar els desplaçaments cap al vermell de les plaques prismàtiques del telescopi Schmidt del Regne Unit, i el Münster Red Sky Survey, un catàleg de galàxies de l'hemisferi sud, basat en a les plaques vermelles directes de Schmidt d'ESO. Amb les dades del MRSP es van trobar els primers indicis de l'acció de la constant cosmològica, poc abans que les grans recerques de supernoves n'establissin amb certesa l'existència.
Durant la major part de la seva carrera, també va investigar sobre noves i estrelles eruptives relacionades.
Les exposicions organitzades per ella inclouen Women in Astronomy i Science in Exile (Smith College), així com Kepler and his times (Münster 1980). També va organitzar diverses trobades astronòmiques internacionals.

## Vida personal
Des de 1975, Waltraut Seitter estava casada amb Hilmar Duerbeck, un company astrònom.

## Premis i honors
L'asteroide (4893) Seitter, descobert el 1986, porta el seu nom.

## Selecció de publicacions
- Two-color diagrams and questions of stellar statistics (en anglès), 1962.
- The spectrum of the Nova Herculis in 1963: After objective prism recordings at the Observatory Hoher List' (en anglès), 1963.
- Bonner Spectral-Atlas I, II (en anglès), 1970, 1975.
- Large-scale structures in the universe: observational and analytical methods (en anglès), 1988.
- Cosmological aspects of X-ray clusters of galaxies (en anglès), 1994.